# 林螳属
林螳属（学名：Nemotha），也称耀螳属，为花螳科的一个属。

## 下属物种
本属包括以下物种：
- 金属林螳 Nemotha metallica Westwood, 1845，金色耀螳[2]